# Kenneth Geddes Wilson
Kenneth Geddes Wilson (n. 8 iunie 1936, Waltham⁠(d), Massachusetts, SUA – d. 15 iunie 2013, Saco⁠(d), Maine, SUA) a fost un fizician american, laureat al Premiului Nobel pentru Fizică, în 1982, pentru teoria sa privind fenomenele critice asociate cu tranzițiile de fază.